# Ami Maayani
Ami Maayani (født 13. januar 1936 Ramat Gan, Tel Aviv, Israel - død 16. februar 2019) var en israelsk komponist, dirigent, professor, lærer, violinist, bratschist, og arkitekt.
Maayani studerede violin og bratsch på Musikkonservatoriet i Tel Aviv. Efter endt uddannelse studerede han komposition hos Paul Ben-Haim og direktion hos Eitan Lustig. Han har skrevet 4 symfonier, orkesterværker, kammermusik, balletmusik, opera, oratorier, korværker, vokalmusik, instrumentalmusik etc. Maayani var grundlægger og dirigent for Israels Nationale Ungdoms Orkester, Tel Aviv Ungdoms Orkester, Haifa Ungdoms Orkester og Technion Symfoniorkester. Han var professor i komposition og direktion på bl.a. Israelsk Musikkonservatorium Samuel Rubin og Tel-Avivs Universitet. Maayani forsatte kompositions studier i New York på Columbia University, og var også arkitekt uddannet i USA. Han tilførte sin klassiske kompositions stil, arabisk modalitet og minimalisme.

## Udvalgte værker
- Symfoni nr. 1 "Salme" (1974) - for sopran, baryton, kor, børnekor og orkester
- Symfoni nr. 2 (1975) - for orkester
- Symfoni nr. 3 "Hebraisk Requiem" (1977) - for mezzosopran, kor og orkester
- Symfoni nr. 4 "Sinfonietta" "over Populære Hebraiske Temaer" (1982) - for orkester